# Állásbörze
A kapcsolattartás egyik jelentős, világszerte elterjedt eszköze az állásbörze. Ez a fórum megteremti a vállalatok toborzás-kiválasztással foglalkozó szakembereinek a lehetőséget, hogy fajlagosan olcsón rengeteg potenciális munkavállalóból válogassanak, emellett megismerhessék a jelentkezők igényeit, elvárásait, felkészültségét is, így alakítva belső képzésüket, követelményrendszerüket.
Az érdeklődők számára a legnagyobb előnyt az jelenti, hogy megismerhetik a kiállító cégeket, szinte felelősség és következmény nélkül beszélgethetnek, nyíltan kérdezhetnek a cégek képviselőitől, névtelenül kipuhatolhatják az alkalmazás feltételeit, információkat gyűjthetnek a keresett tudásról és saját esélyeikről.

## Típusai
A külföldi és itthoni rendezvények alapos tanulmányozását követően az állásbörzéket méretük, célcsoportjuk és finanszírozásuk alapján 5 csoportba sorolhatjuk:

### Campus állásbörze
A nagyobb egyetemi kampuszoknak számos, különböző állásbörzéi vannak, sokszor csupán egy-egy tudományágat véve célba. Általában a kampusz karrier központjai szervezik a rendezvényeket, de előfordul, hogy egy-egy tanszék, diákszervezet, klub, az intézmény vagy a hallgatói képviselet tulajdonában álló társaság kapja a megrendezés jogát. Magyarországon a két legismertebb kampusz állásbörzéjét a BME és az Óbudai Egyetem szervezi.

### Campus Karrier Napok
A kampusz állásbörzék oldalvonalaként, egyes egyetemek, főiskolák Karrier Napokat tartanak az őszi szemeszterben, a tavasziban pedig állásbörzét. A különbség az, hogy a Karrier Napon részt vevő munkaadók nem aktív toborzók, azért vesznek részt a kiállításon, hogy találkozzanak a diákokkal az interjúk és a tavaszi állásbörze előtt. Ez sokkal inkább információ megosztó, mint toborzó tevékenységnek számít. Hazánkban minden jelentősebb főiskolán és egyetemen szerveznek Karrier napot.

### Független állásbörze
Ezek a legnagyobb, országos vagy regionális jelentőségű állásbörzék, melyeket a felsőoktatási intézményektől független vállalatok működtetnek. A széles körben meghirdetett rendezvények sokszor 300 kilométeres körzetből vonzzák az álláskeresőket. A munkáltatók számára kiváló toborzási lehetőség, mivel a kiállítás sok lelkes érdeklődőt vonz. A látogatók skálája széles: a tanácstalan felsőéves hallgatóktól, frissdiplomásoktól a túlképzett szakemberekig, egyetemi oktatókig. Ilyen rendezvény a fővárosi HVG Állásbörze.

### Független szakmai állásbörze
Ebbe a típusba tartozók speciális csoportoknak szólnak: informatikusoknak, pénzügyeseknek stb. Az előző kategóriához hasonló szervezésűek azzal a különbséggel, hogy nincs szükség sportcsarnoknyi helyre, jellemzően nagyobb szállodák konferenciatermében fogadják a látogatókat és kiállítókat. Ezek a rendezvények hazánkban még nem igazán tudtak meghonosodni, azonban Nyugat-Európában és a tengerentúlon személyzeti tanácsadó cégek és az adott szakterületre munkaerőt toborzó vállalatok rendszeresen szerveznek ilyen programokat.

### Közösségi állásbörze
A helyi közösségek, régiók, önkormányzatok által szervezett állásbörzéken szakterülettől, végzettségtől függetlenül kínálnak állásokat a könyvelőtől a betanított munkakörökig, a fizikai szakmunkáktól a vezető posztokig. Fő jellemzője, hogy az adott régióban kínálnak és keresnek állásokat a résztvevők. Ezen börzék lebonyolítását rendszerint a régiós munkaügyi központok vállalják.